# De Hollandsche Lelie
De Hollandsche Lelie, weekblad voor jonge dames was een weekblad voor jonge meisjes en vrouwen dat verscheen tussen 1887 en 1934. Het is de voorloper van de Viva.

## Geschiedenis
Het eerste nummer van De Hollandsche Lelie verscheen in juli 1887. Het tijdschrift begon als een blad voor meisjes tussen de 12 en 16, maar ging zich later richten op meisjes van 16 jaar en ouder en vervolgens op goed opgeleide vrouwen. Het had een aantal rubrieken en besprak verschillende onderwerpen. Er was veel aandacht voor praktische huishoud- en modetips, maar ook bijvoorbeeld literatuur en nieuwe maatschappelijke ontwikkelingen werden besproken. Later kwamen ook kiesrechtkwesties meer aan bod. Een bekende abonnee was Raden Adjeng Kartini, een voorvechtster van vrouwenrechten in Indonesië. Zij wisselde brieven uit met de medewerkster Stella Zeehandelaar.
In 1919 werd het een zusterblad van de De Haagsche Vrouwenkroniek, waar de toenmalige hoofdredactrice van de Lelie ook hoofdredactrice van was. De twee bladen deelden sindsdien vaak inhoud met elkaar. In 1935 veranderde de naam van het tijdschrift naar Eva. De Hollandsche Lelie, wat later werd verkort tot Eva. In 1972 werd dit vervolgens Viva.

## Redactie
De eerste hoofdredactrice van de Lelie was Catharina Alberdingk Thijm, van 1887 tot 1889. Haar opvolgster was, tot aan 1897, Johanna van Woude, die de abonnees van het blad de bijnaam 'Lelietjes' gaf. Vervolgens kwam in 1903 Anna de Savornin Lohman aan het hoofd te staan, in 1916 Marie van Zeggelen en in 1919 Jacqueline Reyneke van Stuwe.